# Débiteur
Un débiteur, ou solvens est une personne qui doit une somme d'argent, souvent empruntée, à une autre (son créancier ou créditeur) et qui, par conséquent, porte une dette envers celle-ci. Le terme latin accipiens désignait autrefois plus largement toute personne susceptible de percevoir cette dette : le créancier ou une tierce personne.
Un débiteur est donc soumis au droit des obligations.
Dans l'ancien droit romain le débiteur qui ne pouvait rembourser perdait provisoirement sa liberté et devenait littéralement l'esclave de son créancier jusqu'au remboursement.
Au Moyen Âge le débiteur pouvait être contraint par le tribunal à rembourser par son travail. On disait que le débiteur était addicté et c'est l'origine du mot addiction.
Au figuré le terme débiteur désigne toute personne morale ou physique qui est redevable de quelque chose.

## Notion et historique du terme débiteur
L'obligation est un lien de droit entre deux personnes par lequel une personne appelée le débiteur, est tenue d'une prestation à l'égard d'une autre, qu'on appelle le créancier.
Le créancier est titulaire d'un droit personnel, d'un droit de créance. Le débiteur est tenu d'une dette, parfois on dit qu'il est tenu d'une obligation au sens strict. Il y a un aspect actif : la créance et un aspect passif : la dette.
L'obligation est constituée de division à savoir le debitum. C'est ce qui est dû au créancier, avant toute phase de contrainte. C'est le pur lien juridique entre créancier et débiteur. Exemple : dans un contrat de vente, pour l'acheteur, son debitum est de payer le prix.
L'appréhension du debitum a considérablement évolué au fil du temps. À l'origine, en droit romain, ce debitum était fortement lié à la personne des contractants. On disait qu'il y avait un assujettissement physique du débiteur envers le créancier. L'obligation ne pouvait donc pas être transmise. En cas d'inexécution, le créancier pouvait exercer des moyens de pression physique sur le débiteur. Par la suite, il y a eu une évolution considérable. Peu à peu l'obligation pouvait être considérée comme un bien car c'est une valeur patrimoniale qui peut être monnayée. L'obligation peut donc être transmise à un tiers.

### Droits et obligations du débiteur
Le lexique français reconnait un caractère général au mot débiteur. En droit de common law, le terme débiteur est réservé aux dettes de sommes d'argent. Ainsi, les débiteurs ont des droits et obligations.
- Les débiteurs disposent des droits pour s'opposer par exemple à toute immixtion dans leur vie privée, ou encore le fait de ne pas supporter les frais d'expertise. L'article 9 du Code civil fait mention d'une protection relative à leur égard.

- Concernant les obligations des débiteurs, il faut noter qu'ils ont des obligations issues des clauses contractuelles ; l'obligation générale d'exécuter de bonne foi la convention les liant à leur créancier[2].

## Les différents types de débiteur
Il existe de nombreux types de dettes qui peuvent faire naître une relation débiteur / créancier. Certains de ces domaines comprennent : dette bancaire ; débiteurs commerciaux (le plus couramment utilisé en termes comptables) ; dette de carte de crédit ; dette fiscale du conseil ; dette de jeu ; dette judiciaire ; dette de découvert ; amendes de stationnement ; dette de prêt sur salaire ; dette personnelle ; dettes de factures de services publics.
Le fait d'être débiteur ne se limite pas à un individu, car dans l'entreprise, il existe également une dette de l'entreprise. De nombreuses entreprises investissent énormément dans la comptabilité et comptent sur des solutions d’insolvabilité pour éviter que leur dette ne soit laissée de côté.

### La circulation des dettes: la cession de dette et la cession indirecte (la délégation)
- La cession de dette introduite par l'ordonnance du 10 février 2016.

La cession de dette a été consacrée par l'ordonnance du 10 février 2016, qui a créé dans les articles 1327 à 1328-1 du Code civil, une section dédiée à la « cession de dette », laquelle suppose l'accord du créancier pour produire un effet translatif. L'article 1327 du Code civil dispose que « un débiteur peut, avec l'accord du créancier, céder sa dette ». Et l'article 1328-1 pour renchérir « Lorsque le débiteur originaire n'est pas déchargé par le créancier, les sûretés subsistent. Dans le cas contraire, les sûretés consenties par des tiers ne subsistent qu'avec leur accord ». Ainsi, la section consacrée par l'ordonnance à ce mécanisme de cession de dette énonce les conditions et les effets.
Les conditions sont entre autres le consentement du créancier puisque c'est une opération qui s'analyse à trois personnes à savoir le débiteur originaire qui cède sa dette, le créancier cédé et le débiteur cessionnaire ; les modalités du consentement du créancier (la cession parfaite qui est translative et la cession imparfaite non translative). Par rapport aux effets, il faut noter que la cession de dette à un effet principal translatif qui suppose non seulement le consentement à la cession, mais aussi le consentement express à la libération du débiteur. Ce qui sous-entend qu' à défaut, le débiteur originaire reste tenu solidairement de la dette.
- La cession indirecte : la délégation

La délégation est définie à l'article 1336 du Code civil, issu de l'ordonnance qui a donné une place plus importante à cette technique qu'auparavant. Cet article dispose que « la délégation est une opération par laquelle une personne, le délégant, obtient d'une autre, le délégué, qu'elle s'oblige envers une troisième, le délégataire, qui l'accepte comme débiteur ». Tout comme la cession de dette, la délégation, est une opération à trois personnes et le consentement de ces trois personnes s'avèrent nécessaire à l'acte: le délégué accepte de s'obliger envers le délégataire à la demande du délégant et le délégataire accepte le délégué comme débiteur.
L'effet principal de la délégation est l'obligation du délégué (nouveau débiteur) envers le créancier délégataire. Un rapport d'obligation nouveau se crée entre délégué et délégataire qu'elle soit parfaite ou imparfaite.

## Débiteur en faillite: les actions et procédures apportées par l'ordonnance du 10 février 2016

### Les actions ouvertes en cas d'inaction du débiteur
- L'action oblique est une action propre, individuelle au créancier mais appartenant au débiteur et qui est exercée au nom de ce dernier par son créancier. La nature juridique de cette action est mixte en ce sens qu'il s'agit à la fois d'une mesure conservatoire et d'un début d'exécution. Avec l'ordonnance du 10 février 2016 opérant la réforme du régime général des obligations, il y a eu une référence faite à la carence du débiteur dans l'exercice de ses droits à caractère patrimonial, qui compromet les droits de son créancier, comme fondement du droit qui lui est reconnu de les exercer pour le compte du débiteur à l'exception de ceux qui sont exclusivement attachés à la personne[3].

Il faut souligner que pour que cette action puisse être exercée, il faut la réunion de certaines conditions à savoir que le débiteur doit être titulaire du droit qu'il néglige d'exercer, le créancier ne peut exercer les droits attachés à la personne de son débiteur.
- L'action directe est une action dans laquelle le créancier va poursuivre le débiteur de son débiteur en vertu d'un droit propre. L'article 1341-3 du Code civil énonce que dans les cas prévus par la loi, le créancier peut agir directement en paiement de sa créance contre un débiteur de son débiteur. L'action directe est donc possible que dans les cas prévus par la loi, par exemple dans le Code civil (article 1753 qui accorde un droit direct contre le sous-locataire ; article 1798 relatif au contrat d'entreprise entre ouvriers de l'entrepreneur et leur maitre ; l'article 1994 al 2 en cas de mandat).

Pour que cette action soit valide, il y a certaines conditions à savoir que le créancier poursuivant doit avoir une créance exigible, le débiteur doit, lui-même être créancier du tiers poursuivi.

#### L'action offerte aux créanciers en cas de fraude: L'action paulienne ou révocatoire
La fraude consiste, tout d'abord, à utiliser des moyens légaux mais dans un but anormal, en portant atteinte aux droits des tiers dans le but de leur nuire. Le débiteur, loin de rester inactif, agit et met en péril les droits de ses créanciers par sa fraude ou son mensonge. En droit des obligations, l'adage « la fraude corrompt tout » en latin fraus omnia corrumpit trouve un certain nombre d'applications dans le cas ou par exemple cet adage peut être invoqué pour l'obtention de la nullité d'un acte frauduleux. Ainsi, dans le cadre d'une décision de justice, l'existence d'une faute remet en cause cette décision par la voie d'un recours en révision.
Cependant, il y a des cas ou par exemple le débiteur ment en simulant un acte alors qu'il pensait en réalité que c'était un autre acte, tout ceci dans le but de frauder les droits de ses créanciers. C'est ainsi que ces derniers vont pouvoir intervenir par la voie de l'action paulienne.
L'action paulienne existe depuis dans le Code civil et a été confirmée par l'ordonnance du 10 février 2016. Elle est prévue désormais à l'article 1341-2 du Code civil après la réforme de 2016. Aux termes de cet article, l'action paulienne permet au créancier agissant en son nom personnel de « faire déclarer inopposables à son égard les actes faits par son débiteur en fraude de ses droits, à charge d'établir, s'il s'agit d'un acte onéreux, que le tiers cocontractant avait connaissance de la fraude ». Pour être valable et susceptible d’être utiliser par le créancier, l'action paulienne doit remplir un certain nombre de conditions qui sont d'une part semblables à celles de l'action oblique (les actes attaquables à savoir les actes juridiques patrimoniaux, l'acte passé entre deux époux communs en biens, l'exigibilité de la créance, etc.) d'autre part aux conditions propres à l'action paulienne à savoir que l'acte ait causé un préjudice au créancier et que cet acte soit frauduleux.

##### La protection du débiteur: le délai de grâce et la procédure de surendettement des particuliers
Lorsque le débiteur se retrouve dans une situation de défaillance, la loi lui accorde certains moyens pour se défendre, à savoir les « délais de grâce » et les procédures spécifiques de surendettement des particuliers.
- Le délai de grâce est une disposition d'ordre public à laquelle on ne peut donc pas y déroger. Il est consacré à l'article 83 de la loi de 1991 qui renvoie aux articles 1244-1 à 1244-3 du Code civil depuis la réforme de l'ordonnance du 10 février 2016. Concernant à son régime procédural, il est précisé dans le Code de procédure civile en son article 510. La procédure consiste à fixer ultérieurement ou à échelonner le paiement dues, dans la limite de deux années. Il conviendrait de préciser que le délai de grâce relève de la compétence juridictionnelle du juge des référés ; en cas de déclenchement des procédures, cela revient au juge de l'exécution.

- La procédure de surendettement est la faculté offerte au débiteur, personne physique de bonne foi, lorsqu'il est dans l'incapacité de faire face à l'ensemble de ses dettes non professionnelles exigibles et à échoir. Ainsi, la commission de surendettement va saisir le juge de l’exécution aux fins de suspension des procédures, en excluant les dettes alimentaires. Concernant l'hypothèse ou la situation du débiteur de bonne foi est embarrassante et qui a trait à la procédure de rétablissement personnel, le Code de la consommation prévoit la suspension immédiate des procédures d’exécution à partir du jugement d'ouverture jusqu'au jugement de clôture[5].

## L'extinction de l'obligation avec la satisfaction du créancier (paiement pur et simple - paiement avec subrogation - la compensation)
- Le paiement pur et simple

Le paiement dans le langage juridique, a un sens plus large que dans le langage courant où il ne concerne que l’exécution d'une obligation de somme d'argent. Le mot « payer » vient du mot latin « pacare » : apaiser, c'est-à-dire donner satisfaction. Le débiteur peut ainsi satisfaire le créancier et donc payer, en exécutant son obligation, quelle qu'elle soit : livrer une somme d'argent, un bien ou bien exécuter un travail, une prestation quelconque.
La réforme du 10 février 2016 a pris parti pour une question qui divisait la doctrine, celle de la nature juridique du paiement car la doctrine s'est longtemps opposée l'analyse du paiement si l'on fait une distinction entre l'exécution de l'obligation et l'extinction de l'obligation.
L'ordonnance du 10 février 2016, dans la section consacrée au paiement et constituée des articles 1342 à 1346-5, n'a pas apporté de modifications fondamentales à la matière. L'article 1342 nouveau du Code civil confirme une définition générique et large et dispose que le paiement « est l’exécution volontaire de la prestation due ». Il faut noter qu'il ne s'agit pas seulement de l’exécution d'une somme d'argent , mais de l’exécution de toute obligation. Les conditions requises pour le paiement est de deux ordres à savoir les conditions subjectives qui sont relatives aux personnes (solvens et l'accipiens) et les conditions objectives relatives à l'objet du paiement (les principes d'indivisibilité et immutabilité, la dation en paiement, la détermination de l'objet en qualité) ; aux circonstances du paiement (le lieu, le moment et les frais du paiement).
- Le paiement avec subrogation

Selon l'article 1342 alinéa 3,« le paiement libère le débiteur à l’égard du créancier et éteint la dette, sauf lorsque la loi ou le contrat prévoit une subrogation dans les droits du créancier ». Le paiement avec subrogation apparait donc, selon la formule adoptée par l'ordonnance 2016, à la fois comme un mécanisme particulier de paiement, mais aussi comme une exception à son effet extinctif. Il faut noter qu'il existe deux sortes de subrogations selon leur source à savoir la subrogation légale ou conventionnelle et la subrogation personnelle. La subrogation a pour effet de transmettre la créance et ses accessoires (effet translatif de la subrogation, qui la rapproche de l'opération de cession de créance).
- La compensation: est un mode d'extinction des créances quand il existe deux créances réciproques et exigibles. Primus et Secundus sont réciproquement débiteurs et créanciers. La dette de l'un est compensée par sa créance à l'égard de l'autre. La compensation requiert certaines conditions de mise en œuvre qui à évoluer au cours du droit romain. Ainsi, la compensation s'opère que pour des créances qui ont pour objet des choses fongibles et consomptibles (par le premier usage). Cependant, la compensation ne serait porter sur des corps certains, des créances ayant un objet certain. La compensation est conventionnelle et donc pas automatique dans le sens où l'une des parties doit s'en prévaloir devant le magistrat dans la procédure formulaire. C'est la raison pour laquelle le juge ne peut donc pas compenser d'office. La compensation est alors de nature procédurale car elle est nécessairement judiciaire. C'est une objection procédurale que l'on ne peut faire valoir que sous forme d'exception. Dans la formule procédurale, les parties peuvent soulever in iudicio la compensation dans les actions de bonne foi. Dans ce cas, le juge peut opérer la compensation en se fondant sur ses larges pouvoirs issus de la clause ex fide bona de la formule[7].